# Міхал Фінґер
Міхал Фінґер (або Міхал Фінгер, чеськ. Michal Finger; нар. 2 вересня 1993, Прага) — чеський волейболіст, діагональний нападник, гравець клубу української Суперліги СК «Епіцентр-Подоляни» з Городка на Хмельниччині і збірної Чехії.

## Життєпис
Грав у клубах «Леви» (Прага, 2008–2014), «Фрідріхсгафен» (2014–2017), «Джі Ґруп» (Gi Group Monza, Монца, 2017–2018), «Зіраат Банкаси» (Анкара, 2018–2019), «Олімпіакос» (Пірей, 2019–2020), «Аль Арабі С. К.» (Доха, 2020), «Ґаз Салес Блюенерджи» (Gas Sales Bluenergy Piacenza, 2020—2021), «Ар-Райян» (2021–2022), Катар СК (Доха, 2022–2023).
Став найрезультативнішим гравцем своєї команди в матчі за Суперкубок України 2023, набравши 19 очок.

### Досягнення
У збірній
- срібний призер Кубка претендентів 2018,
- срібний призер Золотої Євроліги 2018

Клубні
- чемпіон Німеччини 2015[4]

Особисті
- найкращий гравець Суперкубка України 2023[5]